# Chania Rock Festival
Il Chania Rock Festival è un festival di musica heavy metal estivo che si svolge a La Canea (in greco  Χανιά, traslitterato in Chania o Cania) situata nell'isola di Creta in Grecia.
La primissima edizione del festival si svolge nel 2002.
Si trova proprio nel centro della città vecchia, vicino al famoso porto veneziano della città.
Si tratta di un antico bastione che si affaccia sul mare.
Nelle ultime edizioni hanno partecipato artisti di fama mondiale come Kreator, Therapy?, Soulfly, Sabaton, Destruction, Grave Digger, Rotting Christ, W.A.S.P., Anathema, Paradise Lost, U.D.O.

## Edizioni
Nota: la scaletta delle partecipazioni è stilata sulla base dell'effettivo ordine di salita sul palco dei gruppi (dall'ultimo al primo), e prescinde quindi da ogni informazione divulgata prima dell'inizio del concerto.

### 2023
| Venerdì 29 Luglio                                                         | Sabato 30 Luglio                                                                                     |
| ------------------------------------------------------------------------- | --- |
| Paradise Lost Geoff Tate Sakis Tolis Prince of Lilies Passengers In Panic | Pavlos Pavlidis & Hotel Alaska Kitrina Podilata Gemma Hemingways Marios Politis and The Storytellers |

### 2022
| Venerdì 31 Luglio                                         | Sabato 1 Agosto                                                                              |
| --------------------------------------------------------- | -------------------------------------------------------------------------------------------- |
| The Sisters of Mercy Γιάννης Αγγελάκας Frenzee Bad Habits | 1000mods Phil Campbell and the Bastard Sons Blaze Bayley Skandal and the Bad Men Tidal Shock |

### 2019
| Venerdì 5 Luglio                                         | Sabato 6 Luglio                                                    |
| -------------------------------------------------------- | ------------------------------------------------------------------ |
| Tarja Turunen Uli Jon Roth Sinheresy Doomocracy Decipher | Demons & Wizards Rotting Christ Holocaust Carthagods Diamond Signs |

### 2018
| Venerdì 29 Giugno                                                    | Sabato 30 Giugno                                             |
| -------------------------------------------------------------------- | ------------------------------------------------------------ |
| Septic Flesh Moonspell Rock 'N' Roll Children EKPYROSIS Perfect Mess | Dirk Schneider H.E.A.T. Looking for Medusa Asphodelia Αδαείς |

### 2017
| Venerdì 30 Giugno                                                     | Sabato 1 Luglio                                                         |
| --------------------------------------------------------------------- | ----------------------------------------------------------------------- |
| Blind Guardian Septic Flesh Sailing To Nowhere SL Theory Upon Revival | Warlord Phil Campbell and the Bastard Sons InnerWish EVERSIN Hemingways |

### 2016
| Sabato 16 Luglio                                            | Domenica 17 Luglio                                 |
| ----------------------------------------------------------- | -------------------------------------------------- |
| Therapy? Rotting Christ Cutting Crew Praying Mantis Diviner | Kreator Tyketto Mystic Prophecy Crazy Lixx Exarsis |

### 2015
| Chania Stage                   |                                           |
| Venerdì 17 Luglio              | Sabato 18 Luglio                          |
| Soulfly D-A-D Bonfire Bang Out | Sabaton Gus G. Flotsam and Jetsam Rublood |

| Rock Stage                         |                        |
| Venerdì 17 Luglio                  | Sabato 18 Luglio       |
| Warrel Dane Doomocracy Coretheband | Wotan Skandal 1000Dead |

### 2014
| Sabato 9 Agosto                                                                |
| ------------------------------------------------------------------------------ |
| Destruction Blaze Bayley Battleroar Chronoshpere Forsaken Memoriam Coretheband |

### 2013
| Domenica 25 Agosto                                                           |
| ---------------------------------------------------------------------------- |
| Planet of Zeus Crucified Barbara Master Reset Everfailed Weird Totem Skandal |

### 2012
| Domenica 26 Agosto                                                            |
| ----------------------------------------------------------------------------- |
| Grave Digger Lucky Funeral Winter Crescent Obzerv Menace Collapse from Inside |

### 2011
| Mercoledì 24 Agosto                                                                                   |
| --- |
| Rotting Christ Nightstalker Ανώριμοι Industry of Nightmares Playgrounded Timeriver Harry Dirty Guitar |

### 2010
| Giovedì 5 Agosto                                           | Venerdì 6 Agosto                                      |
| ---------------------------------------------------------- | ----------------------------------------------------- |
| The Last Drive Poem Universe 217 Planet of Zeus Roundabout | W.A.S.P. Orange Goblin Spitfire ΔΕΜΑΞΗΜΑΜ Drunkstards |

### 2009
| Sabato 8 Agosto                                                      |
| -------------------------------------------------------------------- |
| Anathema Rotting Christ Piligrim Soundgeist Playgrounded Ever Failed |

### 2008
| Domenica 24 Agosto                                                      |
| ----------------------------------------------------------------------- |
| Paradise Lost Real Fiction Roundabout Dead June Soundtrap After the Rot |

### 2002
| Sabato 17 Agosto                                                |
| --------------------------------------------------------------- |
| U.D.O. Anathema Valley's Eve Deviser InnerWish Sorrowful Angels |